# Kasteel Altena (Almkerk)
Kasteel Altena was een kasteel te Almkerk. Het was de zetel van de heren van Altena.
De eerste vermelding van het kasteel dateert van 1230. Dirk III van Altena droeg zijn castrum meum de Altena op aan graaf Floris IV van Holland. Aan de vondst van grote hoeveelheden tufsteen valt op te maken dat het kasteel oorspronkelijk uit dit materiaal moet zijn opgetrokken en dus ouder dan 1200 zal zijn geweest, uit een tijd dat men de fabricage van baksteen nog niet beheerste. Het betrof een mottekasteel. Niet lang daarna kwam het kasteel aan de Van Hornes. De volgende heren worden genoemd:
- Willem II van Horne (1265 - 1300)
- Willem III van Horne (1301)
- Gerard I van Horne (1301 - 1330)
- Willem IV van Horne (1300 - 1343)
- Gerard II van Horne (1343 - 1345)
- Willem V van Horne (1345 - 1357)
- Dirk Loef van Horne (1357 - 1369)
- Willem VI van Horne (1369 - 1405)
- Willem VII van Horne (1405 - 1433)

Van 1386 - 1417 was het Land van Altena door de leenheer, graaf Albrecht van Holland, niet in leen uitgegeven. Jacoba van Beieren gaf het weer in leen aan de heren van Altena.
- Jacob I van Horne (1433 - 1470)
- Jacob II van Horne (1470 - 1501)
- Jan van Horne (1531 - 1540)
- Filips van Montmorency (1540 - 1568)
- Walburgis van Nieuwenaar, weduwe van Filips, verkocht de heerlijke rechten van Altena aan het graafschap Holland

Ook wordt echter melding gemaakt van het feit dat reeds in 1386 de bezittingen van de Van Hornes verbeurdverklaard zouden zijn en de heerlijkheid rechtstreeks onder de graaf van Holland zou zijn gekomen, waarna het bewoond werd door een kastelein.

## Beleg
In 1393 werd het kasteel belegerd, daar de daders van de moord op Aleida van Poelgeest, minnares van Albrecht van Beieren, zich in dit huis hadden teruggetrokken. Het is niet bekend of het kasteel toen verwoest werd, maar het zou in 1400 nog zijn gemoderniseerd. In 1534 was het echter al een ruïne, en in latere jaren zal men de stenen hieruit hebben hergebruikt.

## Huidige situatie

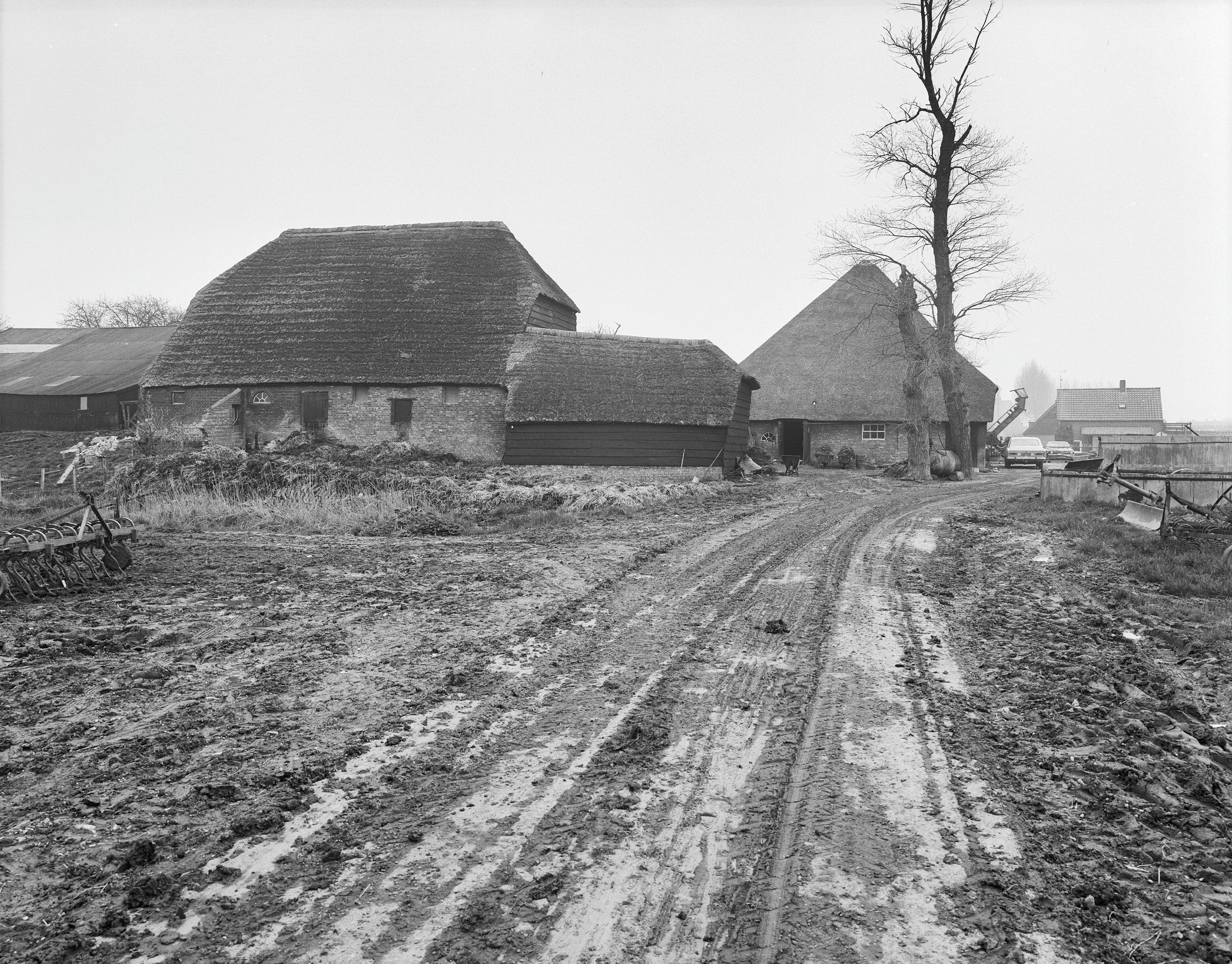
De Altenahoeve in 1977

Het kasteel bevond zich aan het huidige Altena's Laantje 3. Hier bevindt zich tegenwoordig de Altenahoeve. De kasteelheuvel is nog in het landschap te zien, en erbovenop staat een vervallen boerenschuur.
De ruïne werd in de 18e eeuw getekend door Jacobus Schijnvoet, Hendrik Tavenier en Roelant Roghman.